# Lil Tjay/Diskografie
Diese Diskografie ist eine Übersicht über die musikalischen Werke des US-amerikanischen Rappers Lil Tjay. Den Schallplattenauszeichnungen zufolge hat er bisher mehr als 59 Millionen Tonträger verkauft, davon alleine in seiner Heimat mehr als 49,5 Millionen. Seine erfolgreichste Veröffentlichung ist die Single Pop Out mit über 10,2 Millionen verkauften Einheiten.

## Alben

### Studioalben
| Jahr | Titel Musiklabel                       | Höchstplatzierung, Gesamtwochen, AuszeichnungChartplatzierungen (Jahr, Titel, Musiklabel, Platzierungen, Wochen, Auszeichnungen, Anmerkungen) | Höchstplatzierung, Gesamtwochen, AuszeichnungChartplatzierungen (Jahr, Titel, Musiklabel, Platzierungen, Wochen, Auszeichnungen, Anmerkungen) | Höchstplatzierung, Gesamtwochen, AuszeichnungChartplatzierungen (Jahr, Titel, Musiklabel, Platzierungen, Wochen, Auszeichnungen, Anmerkungen) | Höchstplatzierung, Gesamtwochen, AuszeichnungChartplatzierungen (Jahr, Titel, Musiklabel, Platzierungen, Wochen, Auszeichnungen, Anmerkungen) | Höchstplatzierung, Gesamtwochen, AuszeichnungChartplatzierungen (Jahr, Titel, Musiklabel, Platzierungen, Wochen, Auszeichnungen, Anmerkungen) | Anmerkungen                            |
| Jahr | Titel Musiklabel                       | DE | AT | CH | UK | US | Anmerkungen                            |
| ---- | -------------------------------------- | --- | --- | --- | --- | --- | -------------------------------------- |
| 2019 | True 2 Myself Columbia Records (Sony)  | — | — | — | UK22 Gold · (27 Wo.)UK | US5 ×2Doppelplatin · (97 Wo.)US | Erstveröffentlichung: 11. Oktober 2019 |
| 2021 | Destined 2 Win Columbia Records (Sony) | DE81 (1 Wo.)DE | AT59 (1 Wo.)AT | CH12 (1 Wo.)CH | UK7 Gold · (7 Wo.)UK | US5 Platin · (44 Wo.)US | Erstveröffentlichung: 2. April 2021    |
| 2023 | 222 Columbia Records (Sony)            | DE50 (1 Wo.)DE | — | CH15 (1 Wo.)CH | UK26 (2 Wo.)UK | US24 (3 Wo.)US | Erstveröffentlichung: 14. Juli 2023    |

### EPs
| Jahr | Titel Musiklabel                           | Höchstplatzierung, Gesamtwochen, AuszeichnungChartplatzierungen (Jahr, Titel, Musiklabel, Platzierungen, Wochen, Auszeichnungen, Anmerkungen) | Höchstplatzierung, Gesamtwochen, AuszeichnungChartplatzierungen (Jahr, Titel, Musiklabel, Platzierungen, Wochen, Auszeichnungen, Anmerkungen) | Höchstplatzierung, Gesamtwochen, AuszeichnungChartplatzierungen (Jahr, Titel, Musiklabel, Platzierungen, Wochen, Auszeichnungen, Anmerkungen) | Höchstplatzierung, Gesamtwochen, AuszeichnungChartplatzierungen (Jahr, Titel, Musiklabel, Platzierungen, Wochen, Auszeichnungen, Anmerkungen) | Höchstplatzierung, Gesamtwochen, AuszeichnungChartplatzierungen (Jahr, Titel, Musiklabel, Platzierungen, Wochen, Auszeichnungen, Anmerkungen) | Anmerkungen                             |
| Jahr | Titel Musiklabel                           | DE | AT | CH | UK | US | Anmerkungen                             |
| ---- | ------------------------------------------ | --- | --- | --- | --- | --- | --------------------------------------- |
| 2018 | No Comparison Selbstverlag                 | — | — | — | — | — | Erstveröffentlichung: 24. Dezember 2018 |
| 2019 | F.N Columbia Records (Sony)                | — | — | — | UK80 Gold · (1 Wo.)UK | US38 (9 Wo.)US | Erstveröffentlichung: 9. August 2019    |
| 2020 | State of Emergency Columbia Records (Sony) | — | — | — | UK60 (1 Wo.)UK | US31 (2 Wo.)US | Erstveröffentlichung: 8. Mai 2020       |

## Singles

### Als Leadmusiker
| Jahr | Titel Album                      | Höchstplatzierung, Gesamtwochen, AuszeichnungChartplatzierungen (Jahr, Titel, Album, Platzierungen, Wochen, Auszeichnungen, Anmerkungen) | Höchstplatzierung, Gesamtwochen, AuszeichnungChartplatzierungen (Jahr, Titel, Album, Platzierungen, Wochen, Auszeichnungen, Anmerkungen) | Höchstplatzierung, Gesamtwochen, AuszeichnungChartplatzierungen (Jahr, Titel, Album, Platzierungen, Wochen, Auszeichnungen, Anmerkungen) | Höchstplatzierung, Gesamtwochen, AuszeichnungChartplatzierungen (Jahr, Titel, Album, Platzierungen, Wochen, Auszeichnungen, Anmerkungen) | Höchstplatzierung, Gesamtwochen, AuszeichnungChartplatzierungen (Jahr, Titel, Album, Platzierungen, Wochen, Auszeichnungen, Anmerkungen) | Anmerkungen                                                              |
| Jahr | Titel Album                      | DE | AT | CH | UK | US | Anmerkungen                                                              |
| --- | -------------------------------- | --- | --- | --- | --- | --- | ------------------------------------------------------------------------ |
| 2018 | Ride for You –                   | — | — | — | — | — | Erstveröffentlichung: 22. Februar 2018                                   |
| 2018 | Brothers True 2 Myself           | — | — | — | UK— SilberUK | US— ×3DreifachplatinUS | Erstveröffentlichung: 26. Oktober 2018                                   |
| 2018 | Goat True 2 Myself               | — | — | — | — | US— PlatinUS | Erstveröffentlichung: 21. Dezember 2018                                  |
| 2018 | Long Time –                      | — | — | — | — | US— GoldUS | Erstveröffentlichung: 21. Dezember 2018                                  |
| 2019 | Leaked True 2 Myself             | — | — | — | UK— GoldUK | US— ×2DoppelplatinUS | Erstveröffentlichung: 25. Januar 2019                                    |
| 2019 | Resume –                         | — | — | — | — | US— GoldUS | Erstveröffentlichung: 29. Januar 2019                                    |
| 2019 | Pasto –                          | — | — | — | — | — | Erstveröffentlichung: 8. März 2019                                       |
| 2019 | Ruthless True 2 Myself           | — | — | — | — | US— PlatinUS | Erstveröffentlichung: 3. Mai 2019 feat. Jay Critch                       |
| 2019 | Laneswitch True 2 Myself         | — | — | — | — | US— GoldUS | Erstveröffentlichung: 26. Juli 2019                                      |
| 2019 | F.N True 2 Myself • F.N          | — | — | — | UK69 Platin · (11 Wo.)UK | US56 ×6Sechsfachplatin · (14 Wo.)US | Erstveröffentlichung: 19. August 2019                                    |
| 2019 | Hold On True 2 Myself            | — | — | — | UK— SilberUK | US— PlatinUS | Erstveröffentlichung: 27. September 2019                                 |
| 2019 | Go In –                          | — | — | — | — | US— GoldUS | Erstveröffentlichung: 13. Dezember 2019                                  |
| 2020 | 20/20 –                          | — | — | — | — | US94 Platin · (1 Wo.)US | Erstveröffentlichung: 1. Januar 2020                                     |
| 2020 | First Place –                    | — | — | — | — | US— GoldUS | Erstveröffentlichung: 17. Januar 2020 mit Polo G                         |
| 2020 | Ice Cold State of Emergency      | — | — | — | — | — | Erstveröffentlichung: 1. Mai 2020                                        |
| 2020 | Zoo York State of Emergency      | — | — | — | UK65 Silber · (2 Wo.)UK | US94 Platin · (1 Wo.)US | Erstveröffentlichung: 8. Mai 2020 feat. Fivio Foreign & Pop Smoke        |
| 2020 | Hood Scars 2 –                   | — | — | — | — | US— GoldUS | Erstveröffentlichung: 19. Juni 2020 mit J.I the Prince of N.Y            |
| 2020 | Losses Destined 2 Win            | — | — | — | UK84 (1 Wo.)UK | — | Erstveröffentlichung: 30. Oktober 2020                                   |
| 2020 | Move On Destined 2 Win           | — | — | — | UK65 (1 Wo.)UK | US— GoldUS | Erstveröffentlichung: 20. November 2020                                  |
| 2020 | None of Your Love Destined 2 Win | — | — | — | — | — | Erstveröffentlichung: 4. Dezember 2020                                   |
| 2021 | Calling My Phone Destined 2 Win  | DE32 (6 Wo.)DE | AT19 (6 Wo.)AT | CH10 (11 Wo.)CH | UK2 Platin · (17 Wo.)UK | US3 ×5Fünffachplatin · (22 Wo.)US | Erstveröffentlichung: 21. Februar 2021 feat. 6lack                       |
| 2021 | Headshot Destined 2 Win          | — | — | — | UK40 Silber · (6 Wo.)UK | US42 ×2Doppelplatin · (7 Wo.)US | Erstveröffentlichung: 19. März 2021 feat. Polo G & Fivio Foreign         |
| 2021 | Not in the Mood –                | — | — | — | UK75 (1 Wo.)UK | US61 Gold · (1 Wo.)US | Erstveröffentlichung: 22. Oktober 2021 feat. Fivio Foreign and Kay Flock |
| 2022 | In My Head –                     | DE22 (6 Wo.)DE | AT26 (4 Wo.)AT | CH18 (5 Wo.)CH | UK18 Silber · (9 Wo.)UK | US33 Gold · (4 Wo.)US | Erstveröffentlichung: 1. April 2022                                      |
| 2022 | Beat the Odds –                  | DE— aDE | — | CH85 (1 Wo.)CH | UK41 (4 Wo.)UK | US36 Gold · (4 Wo.)US | Erstveröffentlichung: 26. August 2022                                    |
| 2023 | June 22nd 222                    | — | — | — | — | — | Erstveröffentlichung: 22. Juni 2023                                      |
| 2024 | Samolotowy tryb –                | — | — | — | — | — | Erstveröffentlichung: 23. Februar 2024 mit Malik Montana                 |
| Folgende Lieder erschienen nicht als Single, wurden aber durch das Album zum Download und Streaming bereitgestellt und konnten somit eine Platzierung erlangen: |                                  | | | | | |                                                                          |
| |                                  | | | | | |                                                                          |
| 2021 | Run It Up Destined 2 Win         | — | — | — | UK63 Silber · (1 Wo.)UK | US50 ×2Doppelplatin · (3 Wo.)US | Charteinstieg: 15. April 2021 feat. Offset & Moneybagg Yo                |

### Als Gastmusiker
| Jahr | Titel Album                                       | Höchstplatzierung, Gesamtwochen, AuszeichnungChartplatzierungen (Jahr, Titel, Album, Platzierungen, Wochen, Auszeichnungen, Anmerkungen) | Höchstplatzierung, Gesamtwochen, AuszeichnungChartplatzierungen (Jahr, Titel, Album, Platzierungen, Wochen, Auszeichnungen, Anmerkungen) | Höchstplatzierung, Gesamtwochen, AuszeichnungChartplatzierungen (Jahr, Titel, Album, Platzierungen, Wochen, Auszeichnungen, Anmerkungen) | Höchstplatzierung, Gesamtwochen, AuszeichnungChartplatzierungen (Jahr, Titel, Album, Platzierungen, Wochen, Auszeichnungen, Anmerkungen) | Höchstplatzierung, Gesamtwochen, AuszeichnungChartplatzierungen (Jahr, Titel, Album, Platzierungen, Wochen, Auszeichnungen, Anmerkungen) | Anmerkungen                                                                   |
| Jahr | Titel Album                                       | DE | AT | CH | UK | US | Anmerkungen                                                                   |
| --- | ------------------------------------------------- | --- | --- | --- | --- | --- | ----------------------------------------------------------------------------- |
| 2019 | Pop Out Die a Legend                              | — | — | — | UK41 Platin · (10 Wo.)UK | US11 ×9Neunfachplatin · (27 Wo.)US | Erstveröffentlichung: 1. Februar 2019 Polo G feat. Lil Tjay                   |
| 2019 | Slide Montana                                     | — | — | — | — | US90 Gold · (1 Wo.)US | Erstveröffentlichung: 18. April 2019 French Montana feat. Blueface & Lil Tjay |
| 2019 | Lying –                                           | — | — | — | — | — | Erstveröffentlichung: 19. Juli 2019 Prettymuch feat. Lil Tjay                 |
| 2019 | War Meet the Woo 2                                | — | — | — | UK— SilberUK | — | Erstveröffentlichung: 4. Oktober 2019 Pop Smoke feat. Lil Tjay                |
| 2020 | Only the Team –                                   | — | — | — | — | — | Erstveröffentlichung: 11. März 2020 Rvssian feat. Lil Tjay & Lil Mosey        |
| 2020 | All Star –                                        | — | — | — | — | — | Erstveröffentlichung: 13. März 2020 Lil Tecca feat. Lil Tjay                  |
| 2020 | Fade Away –                                       | — | — | — | — | US— GoldUS | Erstveröffentlichung: 17. April 2020 The Kid Laroi feat. Lil Tjay             |
| 2020 | Mood Swings Shoot for the Stars, Aim for the Moon | DE30 Gold · (14 Wo.)DE | AT29 Gold · (13 Wo.)AT | CH11 (16 Wo.)CH | UK5 ×2Doppelplatin · (26 Wo.)UK | US17 ×3Dreifachplatin · (20 Wo.)US | Erstveröffentlichung: 21. August 2020 Pop Smoke feat. Lil Tjay                |
| 2021 | The Jackie (Bump) Pick Me Up                      | — | — | — | UK100 (1 Wo.)UK | US78 (1 Wo.)US | Erstveröffentlichung: 9. Juli 2021 Bas feat. J. Cole & Lil Tjay               |
| 2022 | Elegance Legacy                                   | — | — | — | UK73 (1 Wo.)UK | — | Erstveröffentlichung: 17. Februar 2022 Nafe Smallz feat. Lil Tjay             |
| Folgende Lieder erschienen nicht als Single, wurden aber durch das Album zum Download und Streaming bereitgestellt und konnten somit eine Platzierung erlangen: |                                                   | | | | | |                                                                               |
| |                                                   | | | | | |                                                                               |
| 2021 | Cry No More 25                                    | — | — | — | — | US81 (1 Wo.)US | Charteinstieg: 17. Juli 2021 G Herbo feat. Polo G & Lil Tjay                  |
| 2023 | Gangsta Boo Like..?                               | — | — | — | — | US82 (1 Wo.)US | Charteinstieg: 10. Juni 2023 Ice Spice feat. Lil Tjay                         |

## Statistik

### Chartauswertung
|                     | DE    | AT    | CH    | UK    | US    |
| ------------------- | ----- | ----- | ----- | ----- | ----- |
| Nummer-eins-Alben   | DE—DE | AT—AT | CH—CH | UK—UK | US—US |
| Top-10-Alben        | DE—DE | AT—AT | CH—CH | UK1UK | US2US |
| Alben in den Charts | DE2DE | AT1AT | CH2CH | UK5UK | US5US |

|                       | DE    | AT    | CH    | UK     | US     |
| --------------------- | ----- | ----- | ----- | ------ | ------ |
| Nummer-eins-Singles   | DE—DE | AT—AT | CH—CH | UK—UK  | US—US  |
| Top-10-Singles        | DE—DE | AT—AT | CH1CH | UK2UK  | US1US  |
| Singles in den Charts | DE3DE | AT3AT | CH4CH | UK14UK | US15US |

### Auszeichnungen für Musikverkäufe
| Goldene Schallplatte - Australien - 2019: für die Single Pop Out - Dänemark - 2021: für die Single Calling My Phone - 2024: für das Lied Run It Up - Frankreich - 2022: für die Single Calling My Phone - 2023: für die Single F.N - Griechenland - 2021: für die Single Mood Swings - 2021: für die Single F.N - Italien - 2021: für die Single Mood Swings - 2023: für die Single Calling My Phone - 2023: für das Lied Sex Sounds - 2023: für die Single F.N - Kanada - 2019: für das Album True 2 Myself - 2019: für die Single Leaked - 2019: für die Single Ruthless - 2020: für die Single Goat - 2020: für die Single Hold On - 2022: für die Single Losses - 2022: für die Single Move On - 2022: für die Single None of Your Love - 2022: für das Lied Wet Em Up Pt. 2 - Neuseeland - 2020: für die Single Mood Swings - 2021: für die Single Calling My Phone - 2022: für das Album Destined 2 Win - Polen - 2024: für die Single Mood Swings - 2024: für die Single Pop Out - Portugal - 2021: für die Single F.N - Schweden - 2021: für die Single Calling My Phone - Spanien - 2024: für die Single Mood Swings - 2024: für das Lied Sex Sounds - 2025: für die Single Calling My Phone - Vereinigte Staaten - 2023: für das Lied Decline | Platin-Schallplatte - Australien - 2021: für die Single Calling My Phone - Brasilien - 2024: für die Single Mood Swings - Dänemark - 2021: für die Single Mood Swings - 2022: für die Single Pop Out - 2023: für das Album True 2 Myself - 2023: für die Single F.N - 2025: für das Album Destined 2 Win - Frankreich - 2024: für die Single Mood Swings - Kanada - 2019: für die Single Brothers - 2022: für die Single In My Head - 2022: für die Single Zoo York - 2022: für das Album Destined 2 Win - Neuseeland - 2024: für das Album True 2 Myself - Polen - 2024: für die Single Samolotowy tryb - Portugal - 2021: für die Single Calling My Phone - Schweden - 2020: für die Single Mood Swings - Vereinigte Staaten - 2022: für das Lied One Take - Vereinigtes Königreich - 2025: für das Lied Sex Sounds | 2× Platin-Schallplatte - Australien - 2021: für die Single Mood Swings - Kanada - 2020: für die Single F.N - 2020: für das Lied Run It Up - 2022: für die Single Headshot - Neuseeland - 2025: für die Single Pop Out - Portugal - 2021: für die Single Mood Swings - Vereinigte Staaten - 2024: für das Lied Sex Sounds 4× Platin-Schallplatte - Kanada - 2022: für die Single Calling My Phone 9× Platin-Schallplatte - Kanada - 2024: für die Single Pop Out |

Anmerkung: Auszeichnungen in Ländern aus den Charttabellen bzw. Chartboxen sind in ebendiesen zu finden.
| Land/RegionAuszeichnungen für Musikverkäufe (Land/Region, Auszeichnungen, Verkäufe, Quellen) | Silber     | Gold       | Platin       | Verkäufe   | Quellen                           |
| -------------------------------------------------------------------------------------------- | ---------- | ---------- | ------------ | ---------- | --------------------------------- |
| Australien (ARIA)                                                                            | —          | Gold1      | 3× Platin3   | 245.000    | aria.com.au                       |
| Brasilien (PMB)                                                                              | —          | —          | Platin1      | 40.000     | pro-musicabr.org.br               |
| Dänemark (IFPI)                                                                              | —          | 2× Gold2   | 5× Platin5   | 400.000    | ifpi.dk                           |
| Deutschland (BVMI)                                                                           | —          | Gold1      | —            | 200.000    | musikindustrie.de                 |
| Frankreich (SNEP)                                                                            | —          | 2× Gold2   | Platin1      | 400.000    | snepmusique.com                   |
| Griechenland (IFPI)                                                                          | —          | 2× Gold2   | —            | 20.000     | Einzelnachweise                   |
| Italien (FIMI)                                                                               | —          | 4× Gold4   | —            | 185.000    | fimi.it                           |
| Kanada (MC)                                                                                  | —          | 9× Gold9   | 23× Platin23 | 2.200.000  | musiccanada.com                   |
| Neuseeland (RMNZ)                                                                            | —          | 3× Gold3   | 3× Platin3   | 115.500    | aotearoamusiccharts.co.nz NZ2 NZ3 |
| Österreich (IFPI)                                                                            | —          | Gold1      | —            | 15.000     | ifpi.at                           |
| Polen (ZPAV)                                                                                 | —          | 2× Gold2   | Platin1      | 100.000    | olis.pl                           |
| Portugal (AFP)                                                                               | —          | Gold1      | 3× Platin3   | 35.000     | Einzelnachweise                   |
| Schweden (IFPI)                                                                              | —          | Gold1      | Platin1      | 120.000    | sverigetopplistan.se              |
| Spanien (Promusicae)                                                                         | —          | 3× Gold3   | —            | 90.000     | elportaldemusica.es               |
| Vereinigte Staaten (RIAA)                                                                    | —          | 13× Gold13 | 43× Platin43 | 49.500.000 | riaa.com                          |
| Vereinigtes Königreich (BPI)                                                                 | 7× Silber7 | 4× Gold4   | 6× Platin6   | 5.400.000  | bpi.co.uk                         |
| Insgesamt                                                                                    | 7× Silber7 | 49× Gold49 | 90× Platin90 |            |                                   |